# Trattato di Copenaghen
Il trattato di Copenaghen fu firmato il 27 maggio 1660 e segnò la conclusione della seconda guerra del Nord tra l'Impero svedese e l'alleanza di Danimarca-Norvegia e Confederazione Polacco-Lituana. In unione al trattato di Roskilde, pose fine a una serie di guerre e stabilì i confini attuali di Danimarca, Norvegia e Svezia.